# Castelguidone
Castelguidone är en ort och kommun i provinsen Chieti i regionen Abruzzo i Italien. Kommunen hade 354 invånare (2018).